# Bella Flor
Bella Flor es una población del estado de Yucatán, México, localizada en el municipio de Kinchil, ubicada en la parte nor-oeste de dicho estado peninsular. 

## Demografía
Según el censo de 2005 realizado por el INEGI, la población de la localidad era de 0 habitantes.
| 138                         | 225 | 97 | 34 | 0 | 0 | 0 | 0 | 1 | 0 | 0 | 0 | 0 |
| (Fuente: INEGI [Consultar]) |     |    |    |   |   |   |   |   |   |   |   |   |

## Galería

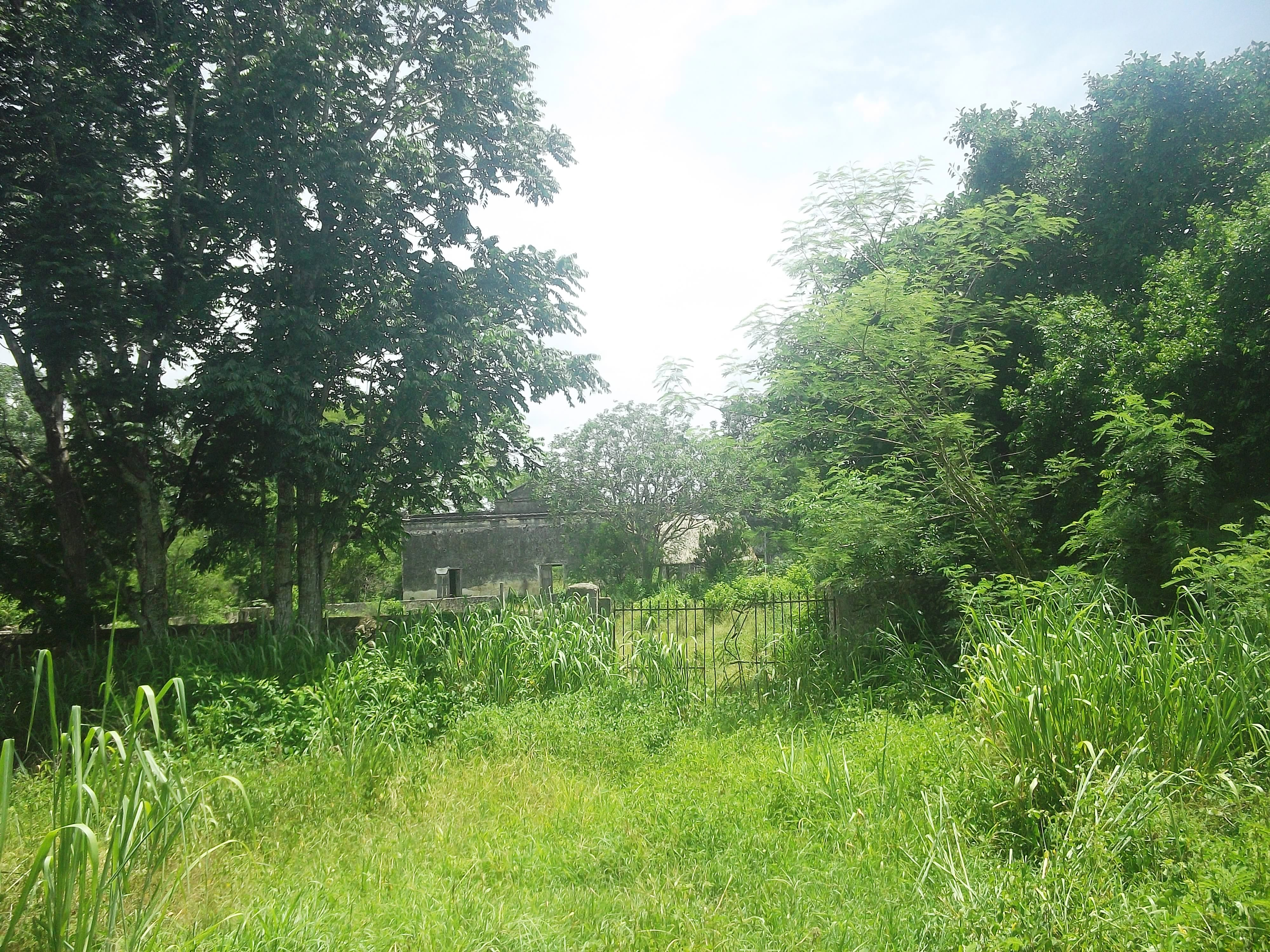
Vista de la hacienda de Bella Flor.
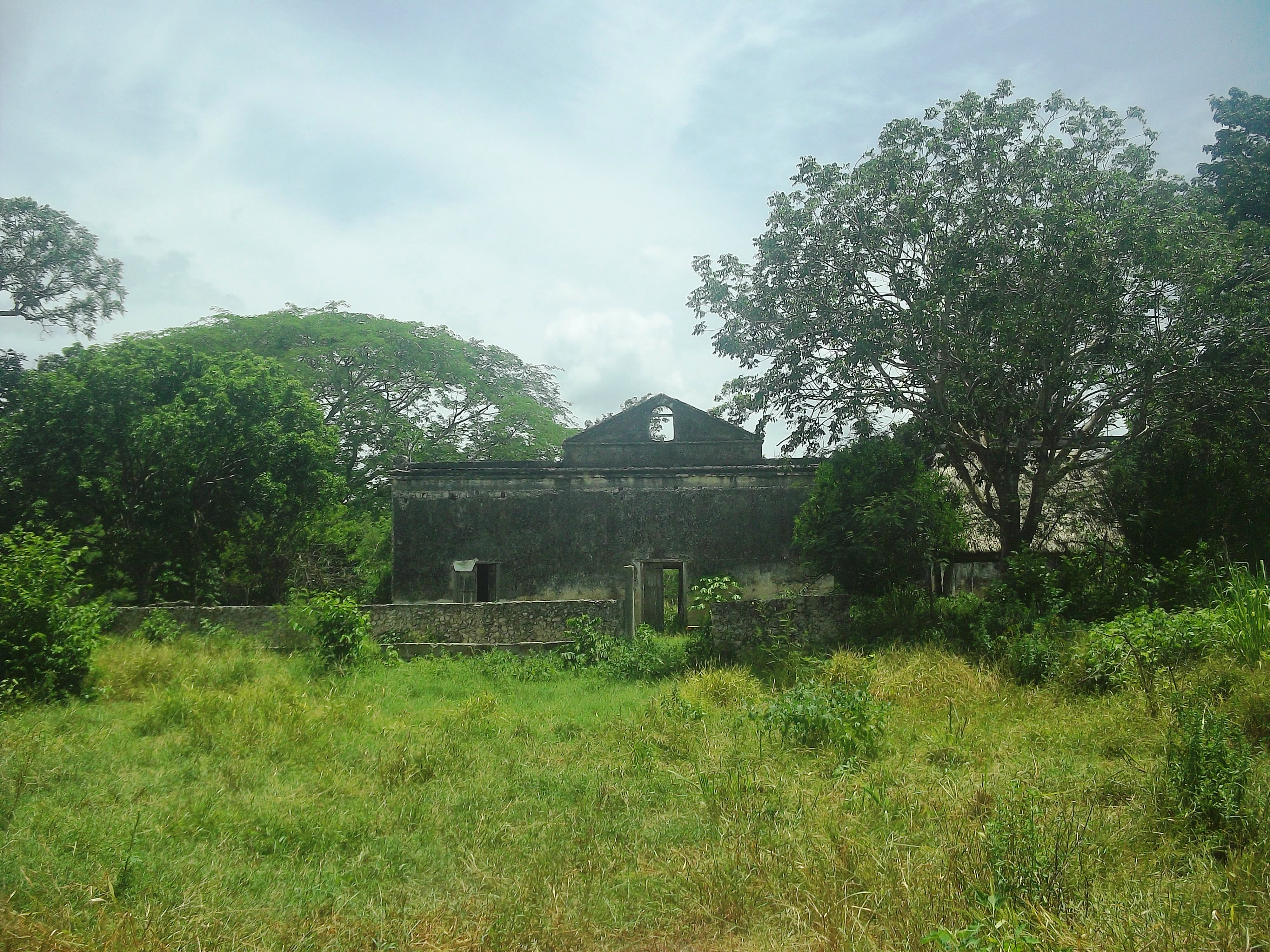
Vista de la hacienda de Bella Flor.